# Hội chứng chùm đuôi ngựa
Hội chứng chùm đuôi ngựa (CES) là một tình trạng xảy ra khi bó dây thần kinh dưới đầu tủy sống được gọi là chùm đuôi ngựa bị tổn thương. Các dấu hiệu và triệu chứng bao gồm đau thắt lưng, đau lan xuống chân, tê quanh hậu môn và mất kiểm soát ruột hoặc bàng quang. Khởi phát có thể nhanh hoặc dần dần.
Nguyên nhân thường là thoát vị đĩa đệm ở vùng dưới của lưng. Các nguyên nhân khác bao gồm hẹp cột sống, ung thư, chấn thương, áp xe ngoài màng cứng và tụ máu ngoài màng cứng. Chẩn đoán được nghi ngờ dựa trên các triệu chứng và được xác nhận bằng hình ảnh y tế như chụp cộng hưởng từ hoặc chụp cắt lớp vi tính.
CES thường được điều trị bằng phẫu thuật thông qua phẫu thuật cắt bảng sống toàn phần.  Các vấn đề bàng quang vĩnh viễn, rối loạn chức năng tình dục hoặc tê có thể xảy ra mặc dù phẫu thuật. Một kết quả tồi tệ xảy ra ở khoảng 20% số người mặc dù có điều trị.  Khoảng 1 trong 70.000 người bị ảnh hưởng hàng năm. Hội chứng này được mô tả lần đầu tiên vào năm 1934.

## Dấu hiệu và triệu chứng
- Đau lưng dữ dội

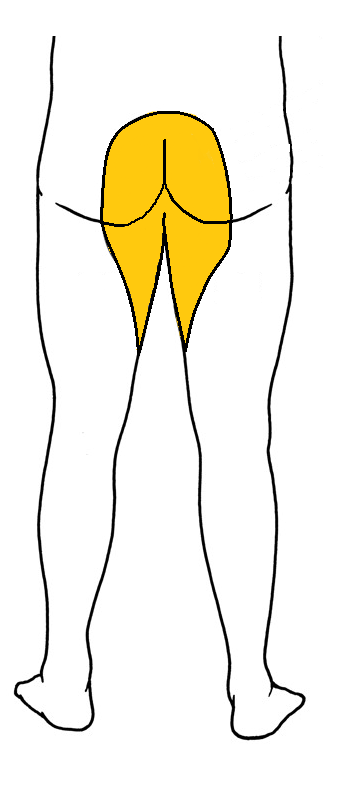
Khu vực gần đúng của "gây mê yên ngựa" nhìn từ phía sau (màu vàng sáng)

- Mất cảm giác vùng yên ngựa (xem sơ đồ), không có cảm giác hoặc dị cảm liên quan đến các vùng da được chi phối bởi S3 - S5,[5] :26 bao gồm đáy chậu, cơ quan sinh dục ngoài và hậu môn; hoặc mô tả nhiều hơn, cảm giác tê hoặc "kim và kim" của háng và đùi bên trong sẽ tiếp xúc với yên xe khi cưỡi ngựa.
- Rối loạn chức năng bàng quang và ruột,  :216 gây ra do giảm trương lực cơ thắt tiết niệu và hậu môn. Điểm yếu Detrusor gây bí tiểu và tiểu không tự chủ sau khi đánh giá bằng cách quét bàng quang bệnh nhân sau khi bệnh nhân đã đi tiểu.
- Đau thần kinh tọa ở một bên hoặc cả hai bên, mặc dù cơn đau có thể vắng mặt hoàn toàn
- Yếu cơ bắp chân dưới (thường bị liệt)
- Phản xạ Achilles (mắt cá chân) không có ở cả hai bên chân.[6] :216
- Rối loạn chức năng tình dục
- Không có phản xạ hậu môn và phản xạ tubocavernosus
- Rối loạn hoạt động đi lại

Đau lưng dữ dội, gây tê vùng yên ngựa, không tự chủ và rối loạn chức năng tình dục được coi là "tín hiệu đỏ", tức là các tính năng cần điều tra khẩn cấp.

## Nguyên nhân
Đứng sau conus medullaris, chùm đuôi ngựa chứa một khối các dây thần kinh phân nhánh từ đầu dưới của tủy sống và chứa các rễ thần kinh từ L1-5 và S1-5. Rễ thần kinh từ L4-S4 tham gia vào đám rối thần kinh tọa ảnh hưởng đến dây thần kinh tọa, di chuyển theo chiều dọc (về phía bàn chân). Nén, chấn thương hoặc thiệt hại khác cho khu vực này của ống sống có thể dẫn đến hội chứng chùm đuôi ngựa.
Các triệu chứng cũng có thể xuất hiện dưới dạng tác dụng phụ tạm thời của thuốc tiêm ngoài màng cứng: